# Acropora exquisita
Acropora exquisita là một loài san hô trong họ Acroporidae. Loài này được Nemenzo mô tả khoa học năm 1971.